# Paolo Gianolio
Paolo Gianolio (Reggio Emilia, 1955) è un chitarrista, arrangiatore e produttore discografico italiano.

## Biografia
Gianolio appare in televisione, a colori, nella Rai del 1978, come chitarrista del gruppo musicale che accompagna il programma di successo che ha lanciato tutti i grandi comici e registi degli anni'80:"NON STOP".
Ha lavorato con molti tra i più importanti artisti del panorama musicale italiano ed internazionale (la band Change insieme a Mauro Malavasi). Autore ed arrangiatore anche di brani dance made in Italy tra i quali Higher di Vivien Vee, buon successo radiofonico e nelle discoteche nel 1983.
Con Eros Ramazzotti ha partecipato come session-man al disco Cuori agitati (il disco d'esordio contenente il brano Terra promessa), proseguendo con Musica è e In ogni senso.
Ha suonato poi in vari dischi di Mina (quali "Lochness", "Canarino mannaro", "Mazzini canta Battisti, "Cremona", "Leggera", "Dalla terra") e annovera inoltre collaborazioni con Laura Pausini, Andrea Bocelli, Zucchero Fornaciari, Heather Parisi, Enzo Jannacci, Umberto Tozzi, Francesco Guccini, Sergio Endrigo, Ivan Graziani, Audio 2, Fiordaliso, Marcella Bella, Loredana Bertè, Sandy Marton, Mike Francis, Al Bano e Romina Power, Alan Sorrenti, Ricchi e Poveri, Gianni Togni, Gianni Morandi, Renato Zero, Franco Fasano, Miguel Bosé, Fiorella Mannoia, Giorgia, Anna Tatangelo, Matia Bazar, Ornella Vanoni, Anna Oxa, Mietta, Vasco Rossi.
L'incontro più importante è quello del 1985, quando viene scelto e chiamato da Claudio Baglioni a seguito del grandioso successo commerciale dell'album La vita è adesso per il fortunatissimo tour Notti di note che si concluderà con il concerto finale; il primo concerto della storia ad essere mandato in diretta dalla Rai, a cui Gianolio partecipa condividendo il palco con la band e Baglioni. Da questa esperienza nasce un lungo rapporto di collaborazione che vede Gianolio impegnato come chitarrista, arrangiatore e produttore di tutti i lavori di Baglioni.
Nel 2017 pubblicò il suo terzo album solista dal titolo Euritmia (Pick-Up Produzioni)

## Discografia
Solista 
- 2010: Pane e nuvole
- 2012: Tribù di note
- 2017: Euritmia

 Collaborazioni 
 Claudio Baglioni 
- 1990: Oltre
- 1992: Assieme oltre il concerto
- 1992: ancorAssieme
- 1995: Io sono qui
- 1996: Attori e spettatori
- 1997: Anime in gioco
- 1999: Viaggiatore sulla coda del tempo
- 2000: Acustico 13.8-22.9.2000 Sogno di una notte di note
- 2003: Sono io - L'uomo della storia accanto
- 2004: Crescendo e cercando
- 2006: Quelli degli altri tutti qui
- 2007: Buon viaggio della vita
- 2009: Q.P.G.A.
- 2010: Per il mondo. World Tour 2010
- 2013: ConVoi
- 2016: Capitani coraggiosi - Il live
- 2020: In questa storia che è la mia

 Renato Zero 
- 2001: La curva dell'angelo

 Eros Ramazzotti 
- 1985: Cuori agitati
- 1986: Nuovi eroi
- 1987: In certi momenti
- 1988: Musica è
- 1990: In ogni senso
- 1996: Dove c'è musica
- 1997: Eros

 Gianni Morandi 
- 2000: Come fa bene l'amore
- 2002: L'amore ci cambia la vita

 Mina 
- 1982: Italiana
- 1983: Mina 25
- 1984: Catene
- 1985: Finalmente ho conosciuto il conte Dracula...
- 1986: Sì, buana
- 1987: Rane supreme
- 1988: Ridi pagliaccio
- 1989: Uiallalla
- 1990: Ti conosco mascherina
- 1992: Sorelle Lumière
- 1993: Lochness
- 1995: Pappa di latte
- 1996: Cremona
- 1997: Leggera
- 1998: Mina Celentano con Adriano Celentano
- 1999: Olio
- 2000: Dalla terra

 Adriano Celentano 
- 1994: Quel punto

 Vasco Rossi 
- 1985: Cosa succede in città
- 1989: Liberi liberi
- 1996: Nessun pericolo... per te
- 1998: Canzoni per me
- 2001: Stupido hotel

 Al Bano & Romina Power 
- 1984: Effetto amore

 Gianni Togni 
- 1983: Gianni Togni
- 1984: Stile libero
- 1987: Di questi tempi
- 1988: Bersaglio mobile
- 1992: Singoli

 Sergio Endrigo 
- 1982: Mari del sud

 Umberto Tozzi 
- 1981: Notte rosa

 Marcella Bella 
- 1983: Nell'aria
- 1984: Nel mio cielo puro

 Fiorella Mannoia 
- 1988: Canzoni per parlare
- 1989: Di terra e di vento
- 1992: I treni a vapore
- 1994: Gente comune
- 1997: Belle speranze

 Andrea Bocelli 
- 1994: Il mare calmo della sera
- 2001: Cieli di Toscana

 Roby Facchinetti 
- 1993: Fai col cuore

 Ornella Vanoni 
- 1983: Uomini
- 1992: Stella nascente

 Loredana Bertè 
- 1985: Carioca
- 1993: Ufficialmente dispersi

Altri artisti:
- 1981: Metropolis di Francesco Guccini
- 1981: Cicale & Company di Heather Parisi
- 1983: Voulez vous danser dei Ricchi e Poveri
- 1984: Nove di Ivan Graziani
- 1984: Il grande esploratore di Tony Esposito
- 1985: Zucchero & The Randy Jackson Band di Zucchero Fornaciari
- 1986: Salamandra di Miguel Bosé
- 1986: Modern Lover di Sandy Marton
- 1987: Bonno soku bodai di Alan Sorrenti
- 1988: Flashes of Life di Mike Francis
- 1989: Tutti i brividi del mondo di Anna Oxa
- 1990: Un cielo che non sai di Franco Fasano
- 1990: Si sente dire in giro di Andrea Mingardi
- 1991: Volano le pagine di Mietta
- 1991: Guarda la fotografia di Enzo Jannacci
- 1991: Il portico di Dio di Fiordaliso
- 1992: La naturale incertezza del vivere di Nino Buonocore
- 1993: Uomini addosso di Milva
- 1993: Labirinti del cuore di Irene Fargo
- 1995: E=mc² degli Audio 2
- 1995: Come Thelma & Louise di Giorgia
- 1997: Canzoni in corso di Massimo Ranieri
- 1999: Senza pietà di Anna Oxa
- 2003: Attimo x attimo di Anna Tatangelo
- 2004: Resta in ascolto di Laura Pausini
- 2009: MogolAudio2 degli Audio 2